# Prva savezna liga Jugoslavije u nogometu 1946./47.
Prvenstvo Jugoslavije u nogometu za sezonu 1946./47. bilo je devetnaesto po redu nogometno natjecanje u Jugoslaviji, drugo poslijeratno. Novi prvak je po prvi put postao beogradski Partizan, koji je bio uvelike sastavljen od igračkih zvijezda nasilno ugašenih zagrebačkih klubova, ponajviše od Građanskog. Doprvak je bio zagrebački Dinamo, klub nastao na razvalinama Građanskog, HAŠK-a i inih zagrebačkih klubova, odnosno na onom šta je preostalo nakon odvlačenja igrača u Beograd. Najviše pogodaka je postigao Franjo Wölfl iz zagrebačkog Dinama.
Ukupan broj gledatelja bio je 1.018.900.

## Sustav natjecanja
Momčadi su međusobno igrale dvokružni ligaški sustav. Prvakom je postala momčad koja je sakupila najviše bodova (pobjeda = 2 boda, neodlučeni ishod = 1 bod, poraz = bez bodova).
Pravila koje su određivala poredak na ljestvici su bila: 1) broj osvojenih bodova 2) količnik postignutih i primljenih pogodaka.

## Povijesni kontekst
Invazija Jugoslavije 1941. rezultirala je obustavom prvenstva, a teritorij države pripao je drugim državama. Dolaskom komunista na vlast 1945. organiziran je pokazni turnir zbog nedostatka vremena za organizaciju natjecanja između različitih saveznih republika te uništenih komunikacijskih pravaca u Drugom svjetskom ratu. Službena prvenstva nastavljena su na regionalnoj razini. Planirano se da službene nacionalne aktivnosti ponovno počnu 1946., One nisu imale nikakve veze s posljednjom predratnom sezonom: momčadi koje su sudjelovale zapravo su odabrane od nule, na temelju najboljih klubova iz svake od šest saveznih republika, tj. Srbije, Makedonije, Crne Gore, Bosne i Hercegovine, Hrvatske i Slovenije; njima su se tijekom turnira u tijeku, kao "gosti", pridružile dvije momčadi iz Julijske krajine, talijanske regije pod vojnom okupacijom koju je Jugoslavija namjeravala pripojiti. Većina prijeratnih nogometnih klubova nestala je ili zato što su bili potisnuti jer su njihovi voditelji proglašeni kolaboratorima, ili zato što su nasilno spojeni kako bi formirali nove velike državne klubove u rukama raznih ekonomskih emanacija komunističke partije.
Turnir, zamišljen kao prilika za predstavljanje svih krajeva zemlje, ipak je bio prevelik za razvoj jugoslavenskog nogometa, pa se za sljedeću sezonu razmišljalo o značajnom smanjenju, kako bi se vratila veličina koja bi više odgovarala tradiciji. Stoga je utvrđeno, na sastanku od 3. do 4. srpnja 1947., da će samo deset momčadi sudjelovati u sljedećem prvenstvu. Jedno od mjesta automatski je dodijeljeno tršćanskom klubu Amatori Ponziana koji je, pošto je prvenstvo završio na pretposljednjem mjestu, trebao ispasti, ali je pomilovan iz političkih razloga (tzv. Tršćansko pitanje). Ostalih devet sudionika bili su:
- šest najboljih klubova sezone koja je upravo završila;
- prvaku drugog ranga;
- pobjedniku doigravanja između sedmog i devetog mjesta upravo završene sezone;
- pobjedniku međudivizijskog doigravanja  između osmoplasiranog prve lige i drugoplasiranog druge lige.

## Sudionici
Sudjelovalo je 14 klubova koji su izborili natjecanje putem republičkih prvenstava koja su ujedno bila natjecanje na kojem se stjecalo pravo sudjelovanja u saveznom prvenstvu. Osim njih, igrao je još jedan pobjednik dodatnih kvalifikacija.

Ključ za formiranje lige bili su prvaci republika i pokrajine Vojvodine, drugoplasirani iz hrvatske i srpske lige, pobjednik saveznih kvalifikacija, odlukom predstavnik JNA i teritorija Istre te naknadno trećeplasirani s prvenstva Hrvatske i finalist saveznih kvalifikacija te predstavnik slobodne teritorije Trsta.
- Crvena zvezda (Beograd) – prvak NR Srbije
- Hajduk (Split) – prvak NR Hrvatske
- Željezničar (Sarajevo) – prvak NR Bosne i Hercegovine
- Nafta (Donja Lendava) – prvak NR Slovenije
- Pobeda (Skoplje) – prvak NR Makedonije
- Budućnost (Titograd) – prvak NR Crne Gore
- Spartak (Subotica) – prvak Vojvodine
- Kvarner (Rijeka) – prvak regiona Istre

Drugoplasirani timovi:
- Železničar (Niš) – iz lige NR Srbije
- Dinamo (Zagreb) – iz lige NR Hrvatske

Pobednik kvalifikacija:
- Metalac (Beograd) – pobjednik saveznih kvalifikacija

Posebnim odlukama i naknadno:
- Partizan (Beograd) – predstavnik Jugoslavenske armije
- Ponziana (Trst) – predstavnik  Slobodnog teritorija Trsta
- Lokomotiva (Zagreb) – finalista  saveznih kvalifikacija

Napomene:
- Na plenarnoj sjednici FISAJ-a 21. listopada 1946. odlučeno je da Radničko športsko društvo Ponziana iz Trsta sudjeluje kao gost u Prvoj saveznoj nogometnoj ligi. Ponziana se ligi pridružila 31. listopada 1946.
- Tijekom sezone, 5. 12. 1946., Železničar iz Niša, se fuzionirao s niškim društvima Jedinstvom i Radničkim, te su formirali novo društvo FD 14. oktobar.